# Rebeca Clouthier Carrillo
Rebeca Clouthier Carrillo (Culiacán, Sinaloa; 26 de junio de 1963) es una política y politóloga mexicana. Ha sido alcaldesa sustituta de San Pedro Garza García en Nuevo León, diputada del Congreso de Nuevo León y, en el 2018, candidata a la alcaldía de San Pedro Garza García.

## Trayectoria académica y profesional
Rebeca Clouthier estudió Mercadotecnia en el Tecnológico de Monterrey y también tiene diplomados de Administración pública por el PAN, Derechos humanos por la UDEM, Liderazgo por la Universidad Mexicana del Noreste y Mercadotecnia por la Cámara Nacional de Comercio (CANACO).
Ha sido consejera ciudadana en 2 consejos de San Pedro Garza García, expresidenta de la Asociación de Ciclismo de Montaña, miembro de Ejército Democrático y, al igual que sus hermanos, miembro del Grupo San Ángel.

## Trayectoria política
Fue miembro activo de su partido desde 1986 en el que, a diferencia de sus hermanos Manuel y Tatiana, todavía militaba hasta 2018.
En su partido, ha sido miembro del Comité Directivo Municipal de San Pedro, del Comité Directivo Estatal y del Consejo Estatal en diversas ocasiones, así como del Consejo Nacional y del Comité Ejecutivo Nacional en un ocasión. Fue durante 7 años Directora de Participación Ciudadana en San Pedro, 1.er Regidor en dos ocasiones y Presidenta de su partido en el estado.
El 16 de diciembre de 2008, el entonces presidente municipal Fernando Margáin Berlanga pidió licencia para buscar la candidatura por el PAN a la gubernatura de Nuevo León. Rebeca Clouthier fue designada por el cabildo como presidenta suplente.  Se desempeñó en el cargo durante 2 meses, cuando Margáin Berlanga regresó al frente del municipio.

### Diputada local
El 19 de marzo de 2012 se registró como aspirante a diputada local del XVIII Distrito de Nuevo León por su partido. Clouthier manifestó buscar mejorar la mala imagen de su partido, después diversas controversias entre los militantes que se desempeñan como funcionarios. El 25 de marzo resultó elegida candidata por su partido.
El 1 de julio, en las Elecciones estatales de Nuevo León de 2012 se convirtió en diputada local electa al conseguir 51,069 votos, es decir, el 63.4% de los votos, y obtener casi 10.000 votos más que su predecesor en 2009, lo que representa un récord histórico para el distrito, y siendo la diputada que más porcentaje obtuvo de todos los distritos locales del estado.
En la LXXIII Legislatura de Nuevo León se desempeña como Presidenta de la Comisión de Vigilancia, Vicepresidenta de la Comisión de Educación, Cultura y Deporte y de la Comisión Quinta de Hacienda y Desarrollo Municipal, así como vocal de la Comisión de Gobernación y Organización interna de los Poderes, de la Comisión Equidad y Género, y de la Comisión de Juventud del Congreso de Nuevo León.
El 19 de diciembre de 2018 renuncia al PAN tras 32 años de militancia.

## Vida personal
Rebeca Clouthier es hija de Manuel Clouthier, el Maquío, candidato presidencial del Partido Acción Nacional en las elecciones de 1988 y Leticia Carrillo. Es hermana de Manuel Clouthier, Tatiana Clouthier Carrillo, Lorena, Leticia María, Eric, Cid Esteban, Juan Pablo, Lucía, Ricardo e Irene; algunos de ellos también han participado en la política.